# Горбушко, Юрий Фёдорович
Юрий Фёдорович Горбушко (1912-1945) — Гвардии старшина Рабоче-крестьянской Красной Армии, участник Великой Отечественной войны, Герой Советского Союза (1945).

## Биография
Юрий Горбушко родился 30 октября 1912 года в городе Ахтырка (ныне — Сумская область Украины) в крестьянской семье. В 1929 году переехал в Харьков, где окончил автодорожный техникум и работал на одном из местных заводов. Позднее переехал в Москву, где работал водителем. В 1941 году Горбушко был призван на службу в Рабоче-крестьянскую Красную Армию. С начала Великой Отечественной войны — на её фронтах, первоначально возглавлял автоколонну по перевозке боеприпасов на трассе Можайск-Москва. С мая 1942 года непосредственно участвовал в боях с немецкими войсками. Принимал участие в боях на Западном, Брянском, Центральном, Сталинградском, 1-м, 2-м Украинских, 1-м Белорусском фронтах. В боях три раза был ранен. К январю 1945 года гвардии старшина Юрий Горбушко был механиком-водителем танка Т-34, 2-го танкового батальона 48-й гвардейской танковой бригады, (12-го гвардейского танкового корпуса, 2-й гвардейской танковой армии, 1-го Белорусского фронта). Отличился во время освобождения Польши.
За период наступления с 15 января по 3 февраля 1945 года Горбушко со своим экипажем прошёл 250 километров. К востоку он города Шнайдемюль (ныне — Пила, Польша) экипаж уничтожил три вражеских противотанковых орудия и более взвода солдат и офицеров противника. 3 февраля 1945 года к юго-западу от города Дейч-Кроне (ныне — Валч, Польша) экипаж отбил четыре немецкие контратаки, уничтожив 2 танка, штурмовое орудие и большое количество солдат и офицеров противника. Юрий Горбушко в том бою был ранен и скончался от полученных ранений 5 февраля 1945 года.

## Награды
Указом Президиума Верховного Совета СССР от 24 марта 1945 года за «образцовое выполнение боевых заданий командования на фронте борьбы с немецкими захватчиками и проявленные при этом мужество и героизм» гвардии старшина Юрий Горбушко посмертно был удостоен высокого звания Героя Советского Союза. Также был награждён орденом Ленина, двумя орденами Красной Звезды и медалью За оборону Сталинграда .

## Память
В честь Горбушко названа улица в Ахтырке и установлен его бюст на аллее Героев.